# Michelle Horn
Michelle Horn (* 28. Februar 1987 in Pasadena, Kalifornien) ist eine US-amerikanische Schauspielerin.

## Karriere
Horn erlangte durch einige Rollen in den Sitcoms Strong Medicine: Zwei Ärztinnen wie Feuer und Eis und Family Law Bekanntheit. Ihre Stimme ist im Disney-Film Der König der Löwen Teil 2: Simbas Königreich zu hören. Ferner fand ihre Stimme auch in den englischsprachigen Merchandise-Artikeln von Der König der Löwen 2 Verwendung. Dazu gehören Softwareprodukte, Plüschtiere, Spielwaren und PC-Spiele. Horn ist eine Darstellerin im Film Hostage – Entführt.

## Filmografie (Auswahl)
- 1995: Stuart Saves His Family
- 1998: Eine betrügerische Hochzeit (Chance of a Lifetime) (Fernsehfilm)
- 1998: Der König der Löwen 2: Simbas Königreich (The Lion King II: Simba's Pride)
- 2000: Return to the Secret Garden
- 2001: The Ruby Princess Runs Away
- 2001: Mental Hygiene
- 2005: Hostage – Entführt (Hostage)
- 2005: Little Athens
- 2006: Loving Annabelle
- 2008: The Coverup